# Passalus gravelyi
Passalus gravelyi là một loài bọ cánh cứng trong họ Passalidae. Loài này được Moreira miêu tả khoa học năm 1922.